# 200 meter för damer i friidrott vid olympiska sommarspelen 2000
200 meter för damer vid olympiska sommarspelen 2000 i Sydney avgjordes 27-28 september. 

## Medaljörer
| Gren      | Guld                           | Guld  | Silver                          | Silver     | Brons                    | Brons |
| 200 meter | Pauline Davis-Thompson Bahamas | 22,27 | Susanthika Jayasinghe Sri Lanka | 22,28 (NR) | Beverly McDonald Jamaica | 22,35 |

## Resultat
- Q innebär avancemang utifrån placering i heatet.
- q innebär avancemang utifrån total placering.
- DNS innebär att personen inte startade.
- DNF innebär att personen inte fullföljde.
- DQ innebär diskvalificering.
- NR innebär nationellt rekord.
- OR innebär olympiskt rekord.
- WR innebär världsrekord.
- WJR innebär världsrekord för juniorer
- AR innebär världsdelsrekord (area record)
- PB innebär personligt rekord.
- SB innebär säsongsbästa.
- w innebär medvind > 2,0 m/s

### Försöksheat

#### Omgång 1
| Heat 1 av 7 Datum: Onsdagen den 27 september 2000 | Heat 1 av 7 Datum: Onsdagen den 27 september 2000 | Heat 1 av 7 Datum: Onsdagen den 27 september 2000 | Heat 1 av 7 Datum: Onsdagen den 27 september 2000 | Heat 1 av 7 Datum: Onsdagen den 27 september 2000 | Heat 1 av 7 Datum: Onsdagen den 27 september 2000 | Heat 1 av 7 Datum: Onsdagen den 27 september 2000 | Heat 1 av 7 Datum: Onsdagen den 27 september 2000 | Heat 1 av 7 Datum: Onsdagen den 27 september 2000 |
| Placering                                         | Placering                                         | Idrottare                                         | Nation                                            | Bana                                              | Reaktion                                          | Tid                                               | Kval.                                             | Rekord                                            |
| Heat                                              | Totalt                                            | Idrottare                                         | Nation                                            | Bana                                              | Reaktion                                          | Tid                                               | Kval.                                             | Rekord                                            |
| ------------------------------------------------- | ------------------------------------------------- | ------------------------------------------------- | ------------------------------------------------- | ------------------------------------------------- | ------------------------------------------------- | ------------------------------------------------- | ------------------------------------------------- | ------------------------------------------------- |
| 1                                                 | 6                                                 | Marion Jones                                      | USA                                               | 5                                                 | 0,225                                             | 22,75                                             | Q                                                 |                                                   |
| 2                                                 | 7                                                 | Cydonie Mothersill                                | Caymanöarna                                       | 4                                                 | 0,246                                             | 22,78                                             | Q                                                 |                                                   |
| 3                                                 | 12                                                | Felipa Palacios                                   | Colombia                                          | 6                                                 | 0,215                                             | 23,08                                             | Q                                                 | SB                                                |
| 4                                                 | 17                                                | Oksana Ekk                                        | Ryssland                                          | 3                                                 | 0.159                                             | 23.17                                             | Q                                                 |                                                   |
| 5                                                 | 21T                                               | Fatima Yusuf-Olukoju                              | Nigeria                                           | 2                                                 | 0.222                                             | 23.21                                             | q                                                 |                                                   |
| 6                                                 | 23                                                | Alenka Bikar                                      | Slovenien                                         | 8                                                 | 0.191                                             | 23.26                                             | q                                                 |                                                   |
| 7                                                 | 35                                                | Monica Afia Twum                                  | Ghana                                             | 7                                                 | 0.164                                             | 23.51                                             |                                                   |                                                   |

| Heat 2 av 7 Datum: Onsdagen den 27 september 2000 | Heat 2 av 7 Datum: Onsdagen den 27 september 2000 | Heat 2 av 7 Datum: Onsdagen den 27 september 2000 | Heat 2 av 7 Datum: Onsdagen den 27 september 2000 | Heat 2 av 7 Datum: Onsdagen den 27 september 2000 | Heat 2 av 7 Datum: Onsdagen den 27 september 2000 | Heat 2 av 7 Datum: Onsdagen den 27 september 2000 | Heat 2 av 7 Datum: Onsdagen den 27 september 2000 | Heat 2 av 7 Datum: Onsdagen den 27 september 2000 |
| Placering                                         | Placering                                         | Idrottare                                         | Nation                                            | Bana                                              | Reaktion                                          | Tid                                               | Kval.                                             | Rekord                                            |
| Heat                                              | Totalt                                            | Idrottare                                         | Nation                                            | Bana                                              | Reaktion                                          | Tid                                               | Kval.                                             | Rekord                                            |
| ------------------------------------------------- | ------------------------------------------------- | ------------------------------------------------- | ------------------------------------------------- | ------------------------------------------------- | ------------------------------------------------- | ------------------------------------------------- | ------------------------------------------------- | ------------------------------------------------- |
| 1                                                 | 4                                                 | Leonie Mani                                       | Kamerun                                           | 5                                                 | 0,150                                             | 22,68                                             | Q                                                 |                                                   |
| 2                                                 | 10                                                | Muriel Hurtis                                     | Frankrike                                         | 6                                                 | 0,220                                             | 23,04                                             | Q                                                 |                                                   |
| 3                                                 | 14                                                | Cathy Freeman                                     | Australien                                        | 2                                                 | 0,261                                             | 23,11                                             | Q                                                 |                                                   |
| 4                                                 | 18T                                               | Juliet Campbell                                   | Jamaica                                           | 3                                                 | 0.289                                             | 23.18                                             | Q                                                 |                                                   |
| 5                                                 | 32                                                | Sarah Reilly                                      | Irland                                            | 1                                                 | 0.175                                             | 23.43                                             |                                                   |                                                   |
| 6                                                 | 38                                                | Zuzanna Radecka                                   | Polen                                             | 7                                                 | 0.157                                             | 23.57                                             |                                                   |                                                   |
| 7                                                 | 41                                                | Nadjina Kaltouma                                  | Tchad                                             | 8                                                 | 0.344                                             | 23.81                                             |                                                   |                                                   |
| 8                                                 | 51                                                | Hana Ali Salah                                    | Jemen                                             | 4                                                 |                                                   | 30.46                                             |                                                   |                                                   |

| Heat 3 av 7 Datum: Onsdagen den 27 september 2000 | Heat 3 av 7 Datum: Onsdagen den 27 september 2000 | Heat 3 av 7 Datum: Onsdagen den 27 september 2000 | Heat 3 av 7 Datum: Onsdagen den 27 september 2000 | Heat 3 av 7 Datum: Onsdagen den 27 september 2000 | Heat 3 av 7 Datum: Onsdagen den 27 september 2000 | Heat 3 av 7 Datum: Onsdagen den 27 september 2000 | Heat 3 av 7 Datum: Onsdagen den 27 september 2000 | Heat 3 av 7 Datum: Onsdagen den 27 september 2000 |
| Placering                                         | Placering                                         | Idrottare                                         | Nation                                            | Bana                                              | Reaktion                                          | Tid                                               | Kval.                                             | Rekord                                            |
| Heat                                              | Totalt                                            | Idrottare                                         | Nation                                            | Bana                                              | Reaktion                                          | Tid                                               | Kval.                                             | Rekord                                            |
| ------------------------------------------------- | ------------------------------------------------- | ------------------------------------------------- | ------------------------------------------------- | ------------------------------------------------- | ------------------------------------------------- | ------------------------------------------------- | ------------------------------------------------- | ------------------------------------------------- |
| 1                                                 | 11                                                | Lauren Hewitt                                     | Australien                                        | 3                                                 | 0,226                                             | 23,07                                             | Q                                                 |                                                   |
| 2                                                 | 16                                                | Mercy Nku                                         | Nigeria                                           | 2                                                 | 0,180                                             | 23,14                                             | Q                                                 |                                                   |
| 3                                                 | 18T                                               | Nanceen Perry                                     | USA                                               | 7                                                 | 0,179                                             | 23,18                                             | Q                                                 |                                                   |
| 4                                                 | 31                                                | Johanna Manninen                                  | Finland                                           | 8                                                 | 0.222                                             | 23.40                                             | Q                                                 |                                                   |
| 5                                                 | 36                                                | Ekaterini Koffa                                   | Grekland                                          | 6                                                 | 0.245                                             | 25.53                                             |                                                   |                                                   |
| 6                                                 | 50                                                | Dineo Shoal                                       | Lesotho                                           | 1                                                 | 0.171                                             | 25.57                                             |                                                   |                                                   |
|                                                   |                                                   | Manuela Levorato                                  | Italien                                           | 4                                                 |                                                   | DNS                                               |                                                   |                                                   |
|                                                   |                                                   | Andrea Philip                                     | Tyskland                                          | 5                                                 |                                                   | DNS                                               |                                                   |                                                   |

| Heat 4 av 7 Datum: Onsdagen den 27 september 2000 | Heat 4 av 7 Datum: Onsdagen den 27 september 2000 | Heat 4 av 7 Datum: Onsdagen den 27 september 2000 | Heat 4 av 7 Datum: Onsdagen den 27 september 2000 | Heat 4 av 7 Datum: Onsdagen den 27 september 2000 | Heat 4 av 7 Datum: Onsdagen den 27 september 2000 | Heat 4 av 7 Datum: Onsdagen den 27 september 2000 | Heat 4 av 7 Datum: Onsdagen den 27 september 2000 | Heat 4 av 7 Datum: Onsdagen den 27 september 2000 |
| Placering                                         | Placering                                         | Idrottare                                         | Nation                                            | Bana                                              | Reaktion                                          | Tid                                               | Kval.                                             | Rekord                                            |
| Heat                                              | Totalt                                            | Idrottare                                         | Nation                                            | Bana                                              | Reaktion                                          | Tid                                               | Kval.                                             | Rekord                                            |
| ------------------------------------------------- | ------------------------------------------------- | ------------------------------------------------- | ------------------------------------------------- | ------------------------------------------------- | ------------------------------------------------- | ------------------------------------------------- | ------------------------------------------------- | ------------------------------------------------- |
| 1                                                 | 5                                                 | Melinda Gainsford-Taylor                          | Australien                                        | 7                                                 | 0,251                                             | 22,71                                             | Q                                                 |                                                   |
| 2                                                 | 8                                                 | Louise Ayetotche                                  | Elfenbenskusten                                   | 5                                                 | 0,283                                             | 22,85                                             | Q                                                 | NR                                                |
| 3                                                 | 13                                                | Chandra Sturrup                                   | Bahamas                                           | 2                                                 | 0,181                                             | 23,09                                             | Q                                                 |                                                   |
| 4                                                 | 39T                                               | Olena Pastusjenko                                 | Ukraina                                           | 8                                                 | 0,208                                             | 23,64                                             | Q                                                 |                                                   |
| 5                                                 | 42                                                | Ljubov Perepelova                                 | Uzbekistan                                        | 3                                                 | 0.300                                             | 23.83                                             |                                                   |                                                   |
| 6                                                 | 43T                                               | Karin Mayr                                        | Österrike                                         | 6                                                 | 0.164                                             | 23.90                                             |                                                   |                                                   |
| 7                                                 | 49                                                | Akonga Nsimbo                                     | Kongo-Kinshasa                                    | 4                                                 | 0.240                                             | 25.35                                             |                                                   | NR                                                |
|                                                   |                                                   | Ameerah Bello                                     | Amerikanska Jungfruöarna                          | 4                                                 | 0.240                                             | DNF                                               |                                                   |                                                   |

| Heat 5 av 7 Datum: Onsdagen den 27 september 2000 | Heat 5 av 7 Datum: Onsdagen den 27 september 2000 | Heat 5 av 7 Datum: Onsdagen den 27 september 2000 | Heat 5 av 7 Datum: Onsdagen den 27 september 2000 | Heat 5 av 7 Datum: Onsdagen den 27 september 2000 | Heat 5 av 7 Datum: Onsdagen den 27 september 2000 | Heat 5 av 7 Datum: Onsdagen den 27 september 2000 | Heat 5 av 7 Datum: Onsdagen den 27 september 2000 | Heat 5 av 7 Datum: Onsdagen den 27 september 2000 |
| Placering                                         | Placering                                         | Idrottare                                         | Nation                                            | Bana                                              | Reaktion                                          | Tid                                               | Kval.                                             | Rekord                                            |
| Heat                                              | Totalt                                            | Idrottare                                         | Nation                                            | Bana                                              | Reaktion                                          | Tid                                               | Kval.                                             | Rekord                                            |
| ------------------------------------------------- | ------------------------------------------------- | ------------------------------------------------- | ------------------------------------------------- | ------------------------------------------------- | ------------------------------------------------- | ------------------------------------------------- | ------------------------------------------------- | ------------------------------------------------- |
| 1                                                 | 1                                                 | Beverly McDonald                                  | Jamaica                                           | 5                                                 | 0,198                                             | 22,50                                             | Q                                                 |                                                   |
| 2                                                 | 3                                                 | Pauline Davis-Thompson                            | Bahamas                                           | 4                                                 | 0,214                                             | 22,61                                             | Q                                                 |                                                   |
| 3                                                 | 21T                                               | Irina Chabarova                                   | Ryssland                                          | 3                                                 | 0,278                                             | 23,21                                             | Q                                                 |                                                   |
| 4                                                 | 30                                                | Valma Bass                                        | Saint Kitts och Nevis                             | 8                                                 | 0.209                                             | 23.37                                             | Q                                                 |                                                   |
| 5                                                 | 33                                                | Mireille Donders                                  | Schweiz                                           | 1                                                 | 0.186                                             | 23.44                                             |                                                   |                                                   |
| 6                                                 | 37                                                | Xiaomei Liu                                       | Kina                                              | 6                                                 | 0.230                                             | 23.56                                             |                                                   |                                                   |
| 7                                                 | 43T                                               | Joanne Durant                                     | Barbados                                          | 7                                                 | 0.265                                             | 23.90                                             |                                                   |                                                   |
| 8                                                 | 48                                                | Heather Samuel                                    | Antigua och Barbuda                               | 2                                                 | 0.189                                             | 24.44                                             |                                                   |                                                   |

| Heat 6 av 7 Datum: Onsdagen den 27 september 2000 | Heat 6 av 7 Datum: Onsdagen den 27 september 2000 | Heat 6 av 7 Datum: Onsdagen den 27 september 2000 | Heat 6 av 7 Datum: Onsdagen den 27 september 2000 | Heat 6 av 7 Datum: Onsdagen den 27 september 2000 | Heat 6 av 7 Datum: Onsdagen den 27 september 2000 | Heat 6 av 7 Datum: Onsdagen den 27 september 2000 | Heat 6 av 7 Datum: Onsdagen den 27 september 2000 | Heat 6 av 7 Datum: Onsdagen den 27 september 2000 |
| Placering                                         | Placering                                         | Idrottare                                         | Nation                                            | Bana                                              | Reaktion                                          | Tid                                               | Kval.                                             | Rekord                                            |
| Heat                                              | Totalt                                            | Idrottare                                         | Nation                                            | Bana                                              | Reaktion                                          | Tid                                               | Kval.                                             | Rekord                                            |
| ------------------------------------------------- | ------------------------------------------------- | ------------------------------------------------- | ------------------------------------------------- | ------------------------------------------------- | ------------------------------------------------- | ------------------------------------------------- | ------------------------------------------------- | ------------------------------------------------- |
| 1                                                 | 9                                                 | Mary Onyali-Omagbemi                              | Nigeria                                           | 8                                                 | 0,243                                             | 22,90                                             | Q                                                 |                                                   |
| 2                                                 | 20                                                | Debbie Ferguson                                   | Bahamas                                           | 1                                                 | 0,237                                             | 23,31                                             | Q                                                 |                                                   |
| 3                                                 | 25T                                               | Sabrina Mulrain                                   | Tyskland                                          | 7                                                 | 0,216                                             | 23,31                                             | Q                                                 |                                                   |
| 4                                                 | 27                                                | Astia Walker                                      | Jamaica                                           | 5                                                 | 0.203                                             | 23.30                                             | Q                                                 |                                                   |
| 5                                                 | 28T                                               | Samantha Davies                                   | Storbritannien                                    | 4                                                 | 0.215                                             | 23.36                                             | q                                                 |                                                   |
| 6                                                 | 45                                                | Qin Wangping                                      | Kina                                              | 3                                                 | 0.271                                             | 24.10                                             |                                                   |                                                   |
| 7                                                 | 46                                                | Mila Savic                                        | FR Jugoslavien                                    | 2                                                 | 0.330                                             | 24.12                                             |                                                   |                                                   |
| 8                                                 | 47                                                | Monika Gatjevska                                  | Bulgarien                                         | 6                                                 | 0.176                                             | 24.16                                             |                                                   |                                                   |

| Heat 7 av 7 Datum: Onsdagen den 27 september 2000 | Heat 7 av 7 Datum: Onsdagen den 27 september 2000 | Heat 7 av 7 Datum: Onsdagen den 27 september 2000 | Heat 7 av 7 Datum: Onsdagen den 27 september 2000 | Heat 7 av 7 Datum: Onsdagen den 27 september 2000 | Heat 7 av 7 Datum: Onsdagen den 27 september 2000 | Heat 7 av 7 Datum: Onsdagen den 27 september 2000 | Heat 7 av 7 Datum: Onsdagen den 27 september 2000 | Heat 7 av 7 Datum: Onsdagen den 27 september 2000 |
| Placering                                         | Placering                                         | Idrottare                                         | Nation                                            | Bana                                              | Reaktion                                          | Tid                                               | Kval.                                             | Rekord                                            |
| Heat                                              | Totalt                                            | Idrottare                                         | Nation                                            | Bana                                              | Reaktion                                          | Tid                                               | Kval.                                             | Rekord                                            |
| ------------------------------------------------- | ------------------------------------------------- | ------------------------------------------------- | ------------------------------------------------- | ------------------------------------------------- | ------------------------------------------------- | ------------------------------------------------- | ------------------------------------------------- | ------------------------------------------------- |
| 1                                                 | 2                                                 | Susanthika Jayasinghe                             | Sri Lanka                                         | 6                                                 | 0,229                                             | 22,53                                             | Q                                                 |                                                   |
| 2                                                 | 15                                                | Zjanna Pintusevitj-Block                          | Ukraina                                           | 5                                                 | 0,213                                             | 23,13                                             | Q                                                 |                                                   |
| 3                                                 | 24                                                | Torri Edwards                                     | USA                                               | 3                                                 | 0,164                                             | 23,29                                             | Q                                                 |                                                   |
| 4                                                 | 25T                                               | Marina Trandenkova                                | Ryssland                                          | 8                                                 | 0.176                                             | 23.31                                             | Q                                                 |                                                   |
| 5                                                 | 28T                                               | Joice Maduaka                                     | Storbritannien                                    | 7                                                 | 0.196                                             | 23.36                                             | q                                                 |                                                   |
| 6                                                 | 34                                                | Aïda Diop                                         | Senegal                                           | 4                                                 | 0.196                                             | 23.46                                             |                                                   |                                                   |
| 7                                                 |                                                   | Hellena Wrappah                                   | Ghana                                             | 2                                                 |                                                   | 23.64                                             |                                                   |                                                   |

Totala resultat omgång 1
| Omgång 1 Totala resultat | Omgång 1 Totala resultat | Omgång 1 Totala resultat | Omgång 1 Totala resultat | Omgång 1 Totala resultat | Omgång 1 Totala resultat | Omgång 1 Totala resultat | Omgång 1 Totala resultat | Omgång 1 Totala resultat |
| Placering                | Idrottare                | Nation                   | Heat                     | Bana                     | Placering                | Tid                      | Kval.                    | Rekord                   |
| ------------------------ | ------------------------ | ------------------------ | ------------------------ | ------------------------ | ------------------------ | ------------------------ | ------------------------ | ------------------------ |
| 1                        | Beverly McDonald         | Jamaica                  | 5                        | 5                        | 1                        | 22,50                    | Q                        |                          |
| 2                        | Susanthika Jayasinghe    | Sri Lanka                | 7                        | 6                        | 1                        | 22.53                    | Q                        |                          |
| 3                        | Pauline Davis-Thompson   | Bahamas                  | 5                        | 4                        | 2                        | 22.61                    | Q                        |                          |
| 4                        | Leonie Mani              | Kamerun                  | 2                        | 5                        | 1                        | 22.68                    | Q                        |                          |
| 5                        | Melinda Gainsford-Taylor | Australien               | 4                        | 7                        | 1                        | 22.71                    | Q                        |                          |
| 6                        | Marion Jones             | USA                      | 1                        | 5                        | 1                        | 22.75                    | Q                        |                          |
| 7                        | Cydonie Mothersill       | Caymanöarna              | 1                        | 4                        | 2                        | 22.78                    | Q                        |                          |
| 8                        | Louise Ayetotche         | Elfenbenskusten          | 4                        | 5                        | 2                        | 22.85                    | Q                        | NR                       |
| 9                        | Mary Onyali-Omagbemi     | Nigeria                  | 6                        | 8                        | 1                        | 22.90                    | Q                        |                          |
| 10                       | Muriel Hurtis            | Frankrike                | 2                        | 6                        | 2                        | 23.04                    | Q                        |                          |
| 11                       | Lauren Hewitt            | Australien               | 3                        | 3                        | 1                        | 23.07                    | Q                        |                          |
| 12                       | Felipa Palacios          | Colombia                 | 1                        | 6                        | 3                        | 23.08                    | Q                        | SB                       |
| 13                       | Chandra Sturrup          | Bahamas                  | 4                        | 2                        | 3                        | 23.09                    | Q                        |                          |
| 14                       | Cathy Freeman            | Australien               | 2                        | 2                        | 3                        | 23.11                    | Q                        |                          |
| 15                       | Zjanna Pintusevitj-Block | Ukraina                  | 7                        | 5                        | 2                        | 23.13                    | Q                        |                          |
| 16                       | Mercy Nku                | Nigeria                  | 3                        | 2                        | 2                        | 23.14                    | Q                        |                          |
| 17                       | Oksana Ekk               | Ryssland                 | 1                        | 3                        | 4                        | 23.17                    | Q                        |                          |
| 18                       | Juliet Campbell          | Jamaica                  | 2                        | 3                        | 4                        | 23.18                    | Q                        |                          |
| 18                       | Nanceen Perry            | USA                      | 3                        | 7                        | 3                        | 23.18                    | Q                        |                          |
| 20                       | Debbie Ferguson          | Bahamas                  | 6                        | 1                        | 2                        | 23.19                    | Q                        |                          |
| 21                       | Irina Chabarova          | Ryssland                 | 5                        | 3                        | 3                        | 23.21                    | Q                        |                          |
| 21                       | Fatima Yusuf-Olukoju     | Nigeria                  | 1                        | 2                        | 5                        | 23.21                    | q                        |                          |
| 23                       | Alenka Bikar             | Slovenien                | 1                        | 8                        | 6                        | 23.26                    | q                        |                          |
| 24                       | Torri Edwards            | USA                      | 4                        | 3                        | 3                        | 23.29                    | Q                        |                          |
| 25                       | Sabrina Mulrain          | Tyskland                 | 6                        | 7                        | 3                        | 23.31                    | Q                        |                          |
| 25                       | Marina Trandenkova       | Ryssland                 | 7                        | 8                        | 4                        | 23.31                    | Q                        |                          |
| 27                       | Astia Walker             | Jamaica                  | 6                        | 5                        | 4                        | 23.33                    | Q                        |                          |
| 28                       | Samantha Davies          | Storbritannien           | 6                        | 4                        | 5                        | 23.36                    | q                        |                          |
| 28                       | Joice Maduaka            | Storbritannien           | 7                        | 7                        | 5                        | 23.36                    | q                        |                          |
| 30                       | Valma Bass               | Saint Kitts och Nevis    | 5                        | 8                        | 4                        | 23.37                    | Q                        |                          |
| 31                       | Johanna Manninen         | Finland                  | 3                        | 8                        | 4                        | 23.40                    | Q                        |                          |
| 32                       | Sarah Reilly             | Irland                   | 2                        | 1                        | 5                        | 23.43                    |                          |                          |
| 33                       | Mireille Donders         | Schweiz                  | 5                        | 1                        | 5                        | 23.44                    |                          |                          |
| 34                       | Aïda Diop                | Senegal                  | 7                        | 4                        | 6                        | 23.46                    |                          |                          |
| 35                       | Monica Afia Twum         | Ghana                    | 1                        | 7                        | 7                        | 23.51                    |                          |                          |
| 36                       | Ekaterini Koffa          | Grekland                 | 3                        | 6                        | 5                        | 23.53                    |                          |                          |
| 37                       | Xiaomei Liu              | Kina                     | 5                        | 6                        | 6                        | 23.56                    |                          |                          |
| 38                       | Zuzanna Radecka          | Polen                    | 2                        | 7                        | 6                        | 23.57                    |                          |                          |
| 39                       | Olena Pastusjenko        | Ukraina                  | 4                        | 8                        | 4                        | 23.64                    | Q                        |                          |
| 39                       | Hellena Wrappah          | Ghana                    | 7                        | 2                        | 7                        | 23.64                    |                          |                          |
| 41                       | Nadjina Kaltouma         | Tchad                    | 2                        | 8                        | 7                        | 23.81                    |                          |                          |
| 42                       | Ljubov Perepelova        | Uzbekistan               | 4                        | 3                        | 5                        | 23.83                    |                          |                          |
| 43                       | Joanne Durant            | Barbados                 | 5                        | 7                        | 7                        | 23.90                    |                          |                          |
| 43                       | Karin Mayr               | Österrike                | 4                        | 6                        | 6                        | 23.90                    |                          |                          |
| 45                       | Qin Wangping             | Kina                     | 6                        | 3                        | 6                        | 24.10                    |                          |                          |
| 46                       | Mila Savic               | FR Jugoslavien           | 6                        | 2                        | 7                        | 24.12                    |                          |                          |
| 47                       | Monika Gatjevska         | Bulgarien                | 6                        | 6                        | 8                        | 24.16                    |                          |                          |
| 48                       | Heather Samuel           | Antigua och Barbuda      | 5                        | 2                        | 8                        | 24.44                    |                          |                          |
| 49                       | Akonga Nsimbo            | Kongo-Kinshasa           | 4                        | 4                        | 7                        | 25.35                    |                          | NR                       |
| 50                       | Dineo Shoal              | Lesotho                  | 3                        | 1                        | 6                        | 25.57                    |                          |                          |
| 51                       | Hana Ali Salah           | Jemen                    | 2                        | 4                        | 8                        | 30.36                    |                          |                          |
|                          | Ameerah Bello            | Amerikanska Jungfruöarna | 4                        | 1                        |                          | DNS                      |                          |                          |
|                          | Manuela Levorato         | Italien                  | 3                        | 4                        |                          | DNS                      |                          |                          |
|                          | Andrea Philip            | Tyskland                 | 3                        | 5                        |                          | DNS                      |                          |                          |

#### Omgång 2
| Heat 1 av 4 Datum: Onsdagen den 27 september 2000 | Heat 1 av 4 Datum: Onsdagen den 27 september 2000 | Heat 1 av 4 Datum: Onsdagen den 27 september 2000 | Heat 1 av 4 Datum: Onsdagen den 27 september 2000 | Heat 1 av 4 Datum: Onsdagen den 27 september 2000 | Heat 1 av 4 Datum: Onsdagen den 27 september 2000 | Heat 1 av 4 Datum: Onsdagen den 27 september 2000 | Heat 1 av 4 Datum: Onsdagen den 27 september 2000 | Heat 1 av 4 Datum: Onsdagen den 27 september 2000 |
| Placering                                         | Placering                                         | Idrottare                                         | Nation                                            | Bana                                              | Reaktion                                          | Tid                                               | Kval.                                             | Rekord                                            |
| Heat                                              | Totalt                                            | Idrottare                                         | Nation                                            | Bana                                              | Reaktion                                          | Tid                                               | Kval.                                             | Rekord                                            |
| ------------------------------------------------- | ------------------------------------------------- | ------------------------------------------------- | ------------------------------------------------- | ------------------------------------------------- | ------------------------------------------------- | ------------------------------------------------- | ------------------------------------------------- | ------------------------------------------------- |
| 1                                                 | 1                                                 | Beverly McDonald                                  | Jamaica                                           | 5                                                 | 0,192                                             | 22, 44                                            | Q                                                 |                                                   |
| 2                                                 | 6T                                                | Pauline Davis-Thompson                            | Bahamas                                           | 3                                                 | 0,228                                             | 22,72                                             | Q                                                 |                                                   |
| 3                                                 | 8                                                 | Cathy Freeman                                     | Australien                                        | 7                                                 | 0,245                                             | 22,75                                             | Q                                                 |                                                   |
| 4                                                 | 11T                                               | Nanceen Perry                                     | USA                                               | 6                                                 | 0.168                                             | 22.95                                             | Q                                                 |                                                   |
| 5                                                 | 17                                                | Marina Trandenkova                                | Ryssland                                          | 2                                                 | 0.173                                             | 23.10                                             |                                                   |                                                   |
| 6                                                 | 27                                                | Johanna Manninen                                  | Finland                                           | 1                                                 | 0.157                                             | 23.41                                             |                                                   |                                                   |
| 7                                                 | 28T                                               | Joice Maduaka                                     | Storbritannien                                    | 8                                                 | 0.208                                             | 23.57                                             |                                                   |                                                   |
|                                                   |                                                   | Cydonie Mothersill                                | Caymanöarna                                       | 4                                                 |                                                   | DNS                                               |                                                   |                                                   |

| Heat 2 av 4 Datum: Onsdagen den 27 september 2000 | Heat 2 av 4 Datum: Onsdagen den 27 september 2000 | Heat 2 av 4 Datum: Onsdagen den 27 september 2000 | Heat 2 av 4 Datum: Onsdagen den 27 september 2000 | Heat 2 av 4 Datum: Onsdagen den 27 september 2000 | Heat 2 av 4 Datum: Onsdagen den 27 september 2000 | Heat 2 av 4 Datum: Onsdagen den 27 september 2000 | Heat 2 av 4 Datum: Onsdagen den 27 september 2000 | Heat 2 av 4 Datum: Onsdagen den 27 september 2000 |
| Placering                                         | Placering                                         | Idrottare                                         | Nation                                            | Bana                                              | Reaktion                                          | Tid                                               | Kval.                                             | Rekord                                            |
| Heat                                              | Totalt                                            | Idrottare                                         | Nation                                            | Bana                                              | Reaktion                                          | Tid                                               | Kval.                                             | Rekord                                            |
| ------------------------------------------------- | ------------------------------------------------- | ------------------------------------------------- | ------------------------------------------------- | ------------------------------------------------- | ------------------------------------------------- | ------------------------------------------------- | ------------------------------------------------- | ------------------------------------------------- |
| 1                                                 | 2                                                 | Melinda Gainsford-Taylor                          | Australien                                        | 3                                                 | 0,231                                             | align "center" 22,49                              | Q                                                 |                                                   |
| 2                                                 | 3                                                 | Marion Jones                                      | USA                                               | 5                                                 | 0,221                                             | 22,50                                             | Q                                                 |                                                   |
| 3                                                 | 5                                                 | Zjanna Pintusevitj-Block                          | Ukraina                                           | 6                                                 | 0,181                                             | 22,79                                             | Q                                                 | SB                                                |
| 4                                                 | 11T                                               | Mercy Nku                                         | Nigeria                                           | 4                                                 | 0.179                                             | 22.95                                             | Q                                                 | PB                                                |
| 5                                                 | 15                                                | Alenka Bikar                                      | Slovenien                                         | 8                                                 | 0.167                                             | 23.01                                             |                                                   |                                                   |
| 6                                                 | 19                                                | Oksana Ekk                                        | Ryssland                                          | 7                                                 | 0.153                                             | 23.17                                             |                                                   |                                                   |
| 7                                                 | 21                                                | Samantha Davies                                   | Storbritannien                                    | 2                                                 | 0.213                                             | 23.20                                             |                                                   |                                                   |
| 8                                                 | 24                                                | Sabrina Mulrain                                   | Tyskland                                          | 1                                                 | 0.209                                             | 23.24                                             |                                                   |                                                   |

| Heat 3 av 4 Datum: Onsdagen den 27 september 2000 | Heat 3 av 4 Datum: Onsdagen den 27 september 2000 | Heat 3 av 4 Datum: Onsdagen den 27 september 2000 | Heat 3 av 4 Datum: Onsdagen den 27 september 2000 | Heat 3 av 4 Datum: Onsdagen den 27 september 2000 | Heat 3 av 4 Datum: Onsdagen den 27 september 2000 | Heat 3 av 4 Datum: Onsdagen den 27 september 2000 | Heat 3 av 4 Datum: Onsdagen den 27 september 2000 | Heat 3 av 4 Datum: Onsdagen den 27 september 2000 |
| Placering                                         | Placering                                         | Idrottare                                         | Nation                                            | Bana                                              | Reaktion                                          | Tid                                               | Kval.                                             | Rekord                                            |
| Heat                                              | Totalt                                            | Idrottare                                         | Nation                                            | Bana                                              | Reaktion                                          | Tid                                               | Kval.                                             | Rekord                                            |
| ------------------------------------------------- | ------------------------------------------------- | ------------------------------------------------- | ------------------------------------------------- | ------------------------------------------------- | ------------------------------------------------- | ------------------------------------------------- | ------------------------------------------------- | ------------------------------------------------- |
| 1                                                 | 6T                                                | Debbie Ferguson                                   | Bahamas                                           | 3                                                 | 0,180                                             | 22,72                                             | Q                                                 |                                                   |
| 2                                                 | 10                                                | Leonie Mani                                       | Kamerun                                           | 6                                                 | 0,166                                             | 22,88                                             | Q                                                 |                                                   |
| 3                                                 | 13T                                               | Torri Edwards                                     | USA                                               | 7                                                 | 0,186                                             | 22,98                                             | Q                                                 |                                                   |
| 4                                                 | 13T                                               | Muriel Hurtis                                     | Frankrike                                         | 5                                                 | 0.196                                             | 22.98                                             | Q                                                 |                                                   |
| 5                                                 | 16                                                | Mary Onyali-Omagbemi                              | Nigeria                                           | 4                                                 | 0.252                                             | 23.03                                             |                                                   |                                                   |
| 6                                                 | 25                                                | Irina Chabarova                                   | Ryssland                                          | 2                                                 | 0.204                                             | 23.27                                             |                                                   |                                                   |
| 7                                                 | 30                                                | Olena Pastusjenko                                 | Ukraina                                           | 1                                                 | 0.145                                             | 23.63                                             |                                                   |                                                   |
|                                                   |                                                   | Astia Walker                                      | Jamaica                                           | 8                                                 | 0.184                                             | DNF                                               |                                                   |                                                   |

| Heat 4 av 4 Datum: Onsdagen den 27 september 2000 | Heat 4 av 4 Datum: Onsdagen den 27 september 2000 | Heat 4 av 4 Datum: Onsdagen den 27 september 2000 | Heat 4 av 4 Datum: Onsdagen den 27 september 2000 | Heat 4 av 4 Datum: Onsdagen den 27 september 2000 | Heat 4 av 4 Datum: Onsdagen den 27 september 2000 | Heat 4 av 4 Datum: Onsdagen den 27 september 2000 | Heat 4 av 4 Datum: Onsdagen den 27 september 2000 | Heat 4 av 4 Datum: Onsdagen den 27 september 2000 |
| Placering                                         | Placering                                         | Idrottare                                         | Nation                                            | Bana                                              | Reaktion                                          | Tid                                               | Kval.                                             | Rekord                                            |
| Heat                                              | Totalt                                            | Idrottare                                         | Nation                                            | Bana                                              | Reaktion                                          | Tid                                               | Kval.                                             | Rekord                                            |
| ------------------------------------------------- | ------------------------------------------------- | ------------------------------------------------- | ------------------------------------------------- | ------------------------------------------------- | ------------------------------------------------- | ------------------------------------------------- | ------------------------------------------------- | ------------------------------------------------- |
| 1                                                 | 4                                                 | Susanthika Jayasinghe                             | Sri Lanka                                         | 6                                                 | 0,211                                             | 22,54                                             | Q                                                 |                                                   |
| 2                                                 | 9                                                 | Louise Ayetotche                                  | Elfenbenskusten                                   | 3                                                 | 0,222                                             | 22,86                                             | Q                                                 |                                                   |
| 3                                                 | 18                                                | Lauren Hewitt                                     | Australien                                        | 5                                                 | 0,180                                             | 23,12                                             | Q                                                 |                                                   |
| 4                                                 | 20                                                | Felipa Palacios                                   | Colombia                                          | 4                                                 | 0.185                                             | 23.19                                             | Q                                                 |                                                   |
| 5                                                 | 22T                                               | Chandra Sturrup                                   | Bahamas                                           | 7                                                 | 0.169                                             | 23.21                                             |                                                   |                                                   |
| 6                                                 | 22T                                               | Fatima Yusuf-Olukoju                              | Nigeria                                           | 2                                                 | 0.229                                             | 23.21                                             |                                                   |                                                   |
| 7                                                 | 26                                                | Juliet Campbell                                   | Jamaica                                           | 1                                                 | 0.190                                             | 23.34                                             |                                                   |                                                   |
| 8                                                 | 28T                                               | Valma Bass                                        | Saint Kitts och Nevis                             | 8                                                 | 0.268                                             | 23.57                                             |                                                   |                                                   |

Totala resultat omgång 2
| Omgång 2 Totala resultat | Omgång 2 Totala resultat | Omgång 2 Totala resultat | Omgång 2 Totala resultat | Omgång 2 Totala resultat | Omgång 2 Totala resultat | Omgång 2 Totala resultat | Omgång 2 Totala resultat | Omgång 2 Totala resultat |
| Placering                | Idrottare                | Nation                   | Heat                     | Bana                     | Placering                | Tid                      | Kval.                    | Rekord                   |
| ------------------------ | ------------------------ | ------------------------ | ------------------------ | ------------------------ | ------------------------ | ------------------------ | ------------------------ | ------------------------ |
| 1                        | Beverly McDonald         | Jamaica                  | 5                        | 5                        | 1                        | 22,50                    | Q                        |                          |
| 2                        | Melinda Gainsford-Taylor | Australien               | 2                        | 3                        | 1                        | 22,49                    | Q                        |                          |
| 3                        | Marion Jones             | USA                      | 2                        | 5                        | 2                        | 22.50                    | Q                        |                          |
| 4                        | Susanthika Jayasinghe    | Sri Lanka                | 4                        | 6                        | 1                        | 22.54                    | Q                        |                          |
| 5                        | Zjanna Pintusevitj-Block | Ukraina                  | 2                        | 6                        | 3                        | 22.70                    | Q                        | SB                       |
| 6                        | Pauline Davis-Thompson   | Bahamas                  | 3                        | 3                        | 1                        | 22.72                    | Q                        |                          |
| 6                        | Debbie Ferguson          | Bahamas                  | 3                        | 3                        | 1                        | 22.72                    | Q                        |                          |
| 8                        | Cathy Freeman            | Australien               | 1                        | 7                        | 3                        | 22.75                    | Q                        |                          |
| 9                        | Louise Ayetotche         | Elfenbenskusten          | 4                        | 3                        | 2                        | 22.86                    | Q                        |                          |
| 10                       | Leonie Mani              | Kamerun                  | 3                        | 6                        | 2                        | 22.86                    | Q                        |                          |
| 11                       | Mercy Nku                | Nigeria                  | 2                        | 4                        | 4                        | 22.95                    | Q                        | PB                       |
| 11                       | Nanceen Perry            | USA                      | 1                        | 6                        | 4                        | 22.95                    | Q                        |                          |
| 13                       | Torri Edwards            | USA                      | 3                        | 7                        | 3                        | 22.98                    | Q                        |                          |
| 13                       | Muriel Hurtis            | Frankrike                | 3                        | 5                        | 4                        | 22.98                    | Q                        |                          |
| 15                       | Alenka Bikar             | Slovenien                | 2                        | 8                        | 5                        | 23.01                    |                          |                          |
| 16                       | Mary Onyali-Omagbemi     | Nigeria                  | 3                        | 4                        | 5                        | 23.03                    |                          |                          |
| 17                       | Marina Trandenkova       | Ryssland                 | 1                        | 2                        | 5                        | 23.10                    |                          |                          |
| 18                       | Lauren Hewitt            | Australien               | 4                        | 5                        | 3                        | 23.12                    | Q                        |                          |
| 19                       | Oksana Ekk               | Ryssland                 | 2                        | 7                        | 6                        | 23.17                    |                          |                          |
| 20                       | Felipa Palacios          | Colombia                 | 4                        | 4                        | 4                        | 23.19                    | Q                        |                          |
| 21                       | Samantha Davies          | Storbritannien           | 2                        | 2                        | 7                        | 23.20                    |                          |                          |
| 22                       | Chandra Sturrup          | Bahamas                  | 4                        | 7                        | 5                        | 23.21                    |                          |                          |
| 22                       | Fatima Yusuf-Olukoju     | Nigeria                  | 4                        | 2                        | 6                        | 23.21                    |                          |                          |
| 24                       | Sabrina Mulrain          | Tyskland                 | 2                        | 1                        | 8                        | 23.24                    |                          |                          |
| 25                       | Irina Chabarova          | Ryssland                 | 3                        | 2                        | 6                        | 23.27                    |                          |                          |
| 26                       | Juliet Campbell          | Jamaica                  | 4                        | 1                        | 7                        | 23.34                    |                          |                          |
| 27                       | Johanna Manninen         | Finland                  | 1                        | 1                        | 6                        | 23.41                    |                          |                          |
| 28                       | Valma Bass               | Saint Kitts och Nevis    | 4                        | 8                        | 8                        | 23.57                    |                          |                          |
| 28                       | Joice Maduaka            | Storbritannien           | 1                        | 8                        | 7                        | 23.57                    |                          |                          |
| 30                       | Olena Pastusjenko        | Ukraina                  | 3                        | 1                        | 7                        | 23.63                    |                          |                          |
|                          | Astia Walker             | Jamaica                  | 3                        | 8                        |                          | DNF                      |                          |                          |
|                          | Cydonie Mothersill       | Caymanöarna              | 1                        | 4                        |                          | DNS                      |                          |                          |

#### Semifinaler
| Heat 1 av 2 Datum: Torsdagen den 28 september 2000 | Heat 1 av 2 Datum: Torsdagen den 28 september 2000 | Heat 1 av 2 Datum: Torsdagen den 28 september 2000 | Heat 1 av 2 Datum: Torsdagen den 28 september 2000 | Heat 1 av 2 Datum: Torsdagen den 28 september 2000 | Heat 1 av 2 Datum: Torsdagen den 28 september 2000 | Heat 1 av 2 Datum: Torsdagen den 28 september 2000 | Heat 1 av 2 Datum: Torsdagen den 28 september 2000 | Heat 1 av 2 Datum: Torsdagen den 28 september 2000 |
| Placering                                          | Placering                                          | Idrottare                                          | Nation                                             | Bana                                               | Reaktion                                           | Tid                                                | Kval.                                              | Rekord                                             |
| Heat                                               | Totalt                                             | Idrottare                                          | Nation                                             | Bana                                               | Reaktion                                           | Tid                                                | Kval.                                              | Rekord                                             |
| -------------------------------------------------- | -------------------------------------------------- | -------------------------------------------------- | -------------------------------------------------- | -------------------------------------------------- | -------------------------------------------------- | -------------------------------------------------- | -------------------------------------------------- | -------------------------------------------------- |
| 1                                                  | 2                                                  | Marion Jones                                       | USA                                                | 5                                                  | 0,233                                              | 22,40                                              | Q                                                  |                                                    |
| 2                                                  | 5                                                  | Debbie Ferguson                                    | Bahamas                                            | 4                                                  | 0,191                                              | 22,62                                              | Q                                                  |                                                    |
| 3                                                  | 6                                                  | Beverly McDonald                                   | Jamaica                                            | 3                                                  | 0,250                                              | 22,70                                              | Q                                                  |                                                    |
| 4                                                  | 8                                                  | Zjanna Pintusevitj-Block                           | Ukraina                                            | 2                                                  | 0.171                                              | 22.74                                              | Q                                                  |                                                    |
| 5                                                  | 11                                                 | Felipa Palacios                                    | Colombia                                           | 1                                                  | 0.189                                              | 23.11                                              |                                                    |                                                    |
| 6                                                  | 14                                                 | Mercy Nku                                          | Nigeria                                            | 8                                                  | 0.222                                              | 23.40                                              |                                                    |                                                    |
| 7                                                  | 15                                                 | Lauren Hewitt                                      | Australien                                         | 7                                                  | 0.290                                              | 23.44                                              |                                                    |                                                    |
| 8                                                  | 16                                                 | Leonie Mani                                        | Kamerun                                            | 6                                                  | 0.180                                              | 23.47                                              |                                                    |                                                    |

| Heat 2 av 2 Datum: Torsdagen den 28 september 2000 | Heat 2 av 2 Datum: Torsdagen den 28 september 2000 | Heat 2 av 2 Datum: Torsdagen den 28 september 2000 | Heat 2 av 2 Datum: Torsdagen den 28 september 2000 | Heat 2 av 2 Datum: Torsdagen den 28 september 2000 | Heat 2 av 2 Datum: Torsdagen den 28 september 2000 | Heat 2 av 2 Datum: Torsdagen den 28 september 2000 | Heat 2 av 2 Datum: Torsdagen den 28 september 2000 | Heat 2 av 2 Datum: Torsdagen den 28 september 2000 |
| Placering                                          | Placering                                          | Idrottare                                          | Nation                                             | Bana                                               | Reaktion                                           | Tid                                                | Kval.                                              | Rekord                                             |
| Heat                                               | Totalt                                             | Idrottare                                          | Nation                                             | Bana                                               | Reaktion                                           | Tid                                                | Kval.                                              | Rekord                                             |
| -------------------------------------------------- | -------------------------------------------------- | -------------------------------------------------- | -------------------------------------------------- | -------------------------------------------------- | -------------------------------------------------- | -------------------------------------------------- | -------------------------------------------------- | -------------------------------------------------- |
| 1                                                  | 1                                                  | Pauline Davis-Thompson                             | Bahamas                                            | 5                                                  | 0,227                                              | 22,38                                              | Q                                                  | PB                                                 |
| 2                                                  | 3                                                  | Susanthika Jayasinghe                              | Sri Lanka                                          | 6                                                  | 0,253                                              | 22,45                                              | Q                                                  |                                                    |
| 3                                                  | 4                                                  | Melinda Gainsford-Taylor                           | Australien                                         | 3                                                  | 0,226                                              | 22,61                                              | Q                                                  |                                                    |
| 4                                                  | 7                                                  | Cathy Freeman                                      | Australien                                         | 2                                                  | 0.262                                              | 22.71                                              | Q                                                  |                                                    |
| 5                                                  | 9                                                  | Louise Ayetotche                                   | Elfenbenskusten                                    | 4                                                  | 0.219                                              | 22.76                                              |                                                    | NR                                                 |
| 6                                                  | 10                                                 | Torri Edwards                                      | USA                                                | 7                                                  | 0.170                                              | 23.06                                              |                                                    |                                                    |
| 7                                                  | 12                                                 | Muriel Hurtis                                      | Frankrike                                          | 8                                                  | 0.208                                              | 23.13                                              |                                                    |                                                    |
| 8                                                  | 13                                                 | Nanceen Perry                                      | USA                                                | 1                                                  | 0.159                                              | 23.16                                              |                                                    |                                                    |

Totala resultat semifinaler
| Semifinaler Totala resultat | Semifinaler Totala resultat | Semifinaler Totala resultat | Semifinaler Totala resultat | Semifinaler Totala resultat | Semifinaler Totala resultat | Semifinaler Totala resultat | Semifinaler Totala resultat | Semifinaler Totala resultat |
| Placering                   | Idrottare                   | Nation                      | Heat                        | Bana                        | Placering                   | Tid                         | Kval.                       | Rekord                      |
| --------------------------- | --------------------------- | --------------------------- | --------------------------- | --------------------------- | --------------------------- | --------------------------- | --------------------------- | --------------------------- |
| 1                           | Pauline Davis-Thompson      | Bahamas                     | 2                           | 5                           | 1                           | 22,38                       | Q                           | PB                          |
| 2                           | Marion Jones                | USA                         | 1                           | 5                           | 1                           | 22.40                       | Q                           |                             |
| 3                           | Susanthika Jayasinghe       | Sri Lanka                   | 2                           | 6                           | 2                           | 22.45                       | Q                           |                             |
| 4                           | Melinda Gainsford-Taylor    | Australien                  | 2                           | 3                           | 3                           | 22.62                       | Q                           |                             |
| 5                           | Debbie Ferguson             | Bahamas                     | 1                           | 4                           | 2                           | 22.62                       | Q                           |                             |
| 6                           | Beverly McDonald            | Jamaica                     | 1                           | 3                           | 3                           | 22.70                       | Q                           |                             |
| 7                           | Cathy Freeman               | Australien                  | 2                           | 2                           | 4                           | 22.71                       | Q                           |                             |
| 8                           | Zjanna Pintusevitj-Block    | Ukraina                     | 1                           | 2                           | 4                           | 22.74                       | Q                           |                             |
| 9                           | Louise Ayetotche            | Elfenbenskusten             | 2                           | 4                           | 5                           | 22.76                       |                             |                             |
| 10                          | Torri Edwards               | USA                         | 2                           | 7                           | 6                           | 23.06                       |                             |                             |
| 11                          | Felipa Palacios             | Colombia                    | 1                           | 1                           | 5                           | 23.11                       |                             |                             |
| 12                          | Muriel Hurtis               | Frankrike                   | 2                           | 8                           | 7                           | 23.13                       |                             |                             |
| 13                          | Nanceen Perry               | USA                         | 2                           | 1                           | 8                           | 23.16                       |                             |                             |
| 14                          | Mercy Nku                   | Nigeria                     | 1                           | 8                           | 6                           | 23.40                       |                             |                             |
| 15                          | Lauren Hewitt               | Australien                  | 1                           | 1                           | 7                           | 23.44                       |                             |                             |
| 16                          | Leonie Mani                 | Kamerun                     | 1                           | 6                           | 8                           | 23.47                       |                             |                             |

#### Final
| 1  | Pauline Davis-Thompson   | Bahamas    | 3 | 0,185 | 22,27 | PB |
| 2  | Susanthika Jayasinghe    | Sri Lanka  | 6 | 0,207 | 22,28 | NR |
| 3  | Beverly McDonald         | Jamaica    | 1 | 0,151 | 22,35 | SB |
| 4  | Debbie Ferguson          | Bahamas    | 5 | 0,196 | 22,37 | SB |
| 5  | Melinda Gainsford-Taylor | Australien | 7 | 0,178 | 22,42 | SB |
| 6  | Cathy Freeman            | Australien | 2 | 0,235 | 22,53 | SB |
| 7  | Zjanna Pintusevitj-Block | Ukraina    | 8 | 0,190 | 22,66 | SB |
| DQ | Marion Jones             | USA        | 4 | 0,174 | 21,84 | SB |